# Personenbegleiter Luft
Personenbegleiter Luft (PBL) der Bundespolizei sind speziell ausgebildete Beamte, die Abschiebungen von sich illegal in Deutschland aufhaltenden Personen durchführen und deren Ausreisepflicht vollstrecken sowie per Haftbefehl in Deutschland gesuchte Personen, wenn einem Auslieferungsersuchen stattgegeben wurde, nach Deutschland überstellen.

## Aufgaben
Die Beamten übernehmen an Flughäfen die Zurückzuführenden von den jeweiligen deutschen Landespolizeien oder im Ausland von lokalen Polizeibehörden, bewachen diese, führen vor dem Betreten der Flugzeuge Durchsuchungen durch, bereiten die Rückführung auf dem Luftweg vor und begleiten diese bis ins Zielland. Die Personenbegleiter sind auf dem Flughafen sowie im Flugzeug unbewaffnet. Von ihnen wird ein hohes Maß an Verantwortungsbewusstsein, Leistungs- und Teamorientierung, interkultureller Kompetenz und Einfühlungsvermögen erwartet.

## Ausbildung
Die Ausbildung zum Personenbegleiter Luft setzt die Freiwilligkeit der Bewerber, Gesundheit und Fitness voraus. Die Lehrgangsqualifizierung hat eine Dauer von drei Wochen. Speziell werden rechtliche Vorgaben, Fremdsprachenkenntnisse sowie besondere Kenntnisse im Bereich der Ersten Hilfe und des unmittelbaren Zwanges gelehrt.

## Verschiedenes
Die Personenbegleiter Luft erhalten zusätzliche Impfungen, deren Kosten vom Bund übernommen werden sowie eine Erschwerniszulage differenziert nach inner- und außereuropäischen Rückführungen. Nach Drohungen gegenüber den Beamten und bspw. Bedrohungen eines Personenbegleiters vor seiner Privatwohnung, wurde eine Auskunftssperre auf Antrag bei Einwohnermeldebehörden, Verkehrsämtern und Zulassungsstellen ermöglicht. Im Jahr 2020 gab es mehr als 1500 PBL.